# المكتبة الوطنية الموريتانية
المكتبة الوطنية الموريتانية هي المكتبة الرئيسية في موريتانيا، وتعتبر مؤسسة عمومية ذات طابع إداري ومالي ذات شخصية معنوية وقانونية  ويوجد مقرها بدار الثقافة في العاصمة نواكشوط.

## نبذة تاريخية
غداة استقلال موريتانيا صدر قانون في عام 1962 يشير إلى "إنشاء مكتبة وطنية لاقتناء كل الإنتاج الفكري الوطني والمطبوع وأمهات الحضارة المكتوبة والمحافظة عليها ووضعها على ذمة القراء والباحثين"، وفي جوان 1963 صدر قانون الإيداع الشرعي أو القانوني،  إلا أن هذه المكتبة الوطنية لم توجد على أرض الواقع إلا عام 1965  عقبه قانون ثان في عام 1965 لتوضيح القانون الأول، ولم تتأسس المكتبة الوطنية الموريتانية إلا في 27 جانفي 1972. وكانت هذه المكتبة تشكل مؤسسة واحدة مع المتاحف تحت "المكتبة الوطنية والمتاحف"، وقد أوصى المشاركون في الأيام التفكيرية حول التراث الثقافي المنعقدة في شهر أفريل 2006 بفصل المكتبة الوطنية عن المتحف الوطني.

## مهامها
ومن أبرز مهام المكتبة الوطنية الموريتانية كما حددها مشروع المرسوم لإنشائها لعام 2007:
- الإيداع القانوني للإنتاج الفكري الوطني،
- جمع الوثائق الوطنية مهما يكن موضوعها أو طبيعتها،
- حفظ وحماية مقتنيات التراث الثقافي والفكري،
- التنظيم والمشاركة في التظاهرات الثقافية التي تتعلق بالمكتبات.

## إشارات مرجعية
1. ↑   http://www.banq.qc.ca/documents/a_propos_banq/nos_publications/nos_publications_a_z/Bibliotheques_nationales_Francophonie.pdf. {{استشهاد ويب}}: |url= بحاجة لعنوان (مساعدة) والوسيط |title= غير موجود أو فارغ (من ويكي بيانات) (مساعدة)
2. ↑   http://www.annalindhfoundation.org/fr/members/bibliotheque-nationale-de-mauritanie. {{استشهاد ويب}}: |url= بحاجة لعنوان (مساعدة) والوسيط |title= غير موجود أو فارغ (من ويكي بيانات) (مساعدة)
3. ↑   http://www.banq.qc.ca/documents/a_propos_banq/nos_publications/nos_publications_a_z/Bibliotheques_nationales_Francophonie.pdf. اطلع عليه بتاريخ 2018-05-28. {{استشهاد ويب}}: |url= بحاجة لعنوان (مساعدة) والوسيط |title= غير موجود أو فارغ (من ويكي بيانات) (مساعدة)
4. ↑  Bibliothèque Nationale de Mauritanie[وصلة مكسورة] "نسخة مؤرشفة". مؤرشف من الأصل في 2013-11-28. اطلع عليه بتاريخ 2010-12-18.{{استشهاد ويب}}:  صيانة الاستشهاد: BOT: original URL status unknown (link)
5. 1 2  حول قيام المكتبة الوطنية بالسودان [وصلة مكسورة] نسخة محفوظة 14 أبريل 2020 على موقع واي باك مشين.
6. ↑  وثيقة حول تنظيم المكتبة الوطنية الموريتانية بنواكشوط نسخة محفوظة 05 مارس 2016 على موقع واي باك مشين.
7. 1 2  28/02/2007: وزير الاتصال يعلق على اجتماع مجلس الوزراء [وصلة مكسورة] نسخة محفوظة 15 ديسمبر 2019 على موقع واي باك مشين.
8. ↑  Etablissement de la Bibliothèque Nationale [وصلة مكسورة] نسخة محفوظة 14 أبريل 2020 على موقع واي باك مشين.

 موريتانيا

‌